# Фуглой
Фуглі (фар. Fugloy) — найсхідніший острів в архіпелазі Фарерських островів. Назва острова означає «пташиний острів», оскільки багато птахів в'ють гнізда на кручах острова.

## Географія
На острові два селища: Кірк на південному узбережжі острови та Хаттарвік на сході.

### Гори
На острові є три гори.
| Назва    | Висота |
| -------- | ------ |
| Клуббін  | 620 м  |
| Нортберг | 549 м  |
| Міклі    | 420 м  |

## Історія
Острів був заселений у Століття Вікінгів.
Одна з найзначніших історій острова — легенда про «Флоксмен». Це була група повсталих з острова Фуглой, яка контролювала всю північну частину Фарерських островів протягом довгого часу.